# Fugasówka
Fugasówka (prononciation : [fuɡaˈsufka]) est une localité polonaise de la gmina d'Ogrodzieniec, située dans le powiat de Zawiercie en voïvodie de Silésie.